# 카스파르 프리드리히 볼프
카스파르 프리드리히 볼프(독일어: Caspar Friedrich Wolff, 1733년 1월 18일 – 1794년 2월 22일)는 독일의 생리학자이자 발생학자로, 근대적 발생학의 선구자 중 한 명으로 평가된다.

## 생애
볼프는 브란덴부르크 베를린에서 태어났다. 그는 1759년에 할레 대학교 에서 의학박사 학위를 취득했는데, 학위논문인 《발생 이론(Theoria Generationis)》에서 아리스토텔레스와 윌리엄 하비가 주장한 후성설(epigenesis)을 다시금 지지하였다. 논문은 크게 식물 발생, 동물 발생, 이론적 고찰이라는 세 부분으로 구성되었으며, 미분화 세포가 층으로 분화되어 기관이 만들어진다는 내용을 담았다. 당시에는 발생이 시작하기 이전에 개체가 이미 만들어져 있다는 전성설이 통념이었다. 즉 사람의 경우 호문클루스가 정자에 이미 자리 잡고 있다는 것이었다. 따라서 볼프의 견해는 선뜻 받아들여지지 않았는데, 알브레히트 폰 할러가 특히 강하게 반대했다.
볼프는 7년 전쟁 중 프로이센 군대에서 야전의사로 복무해야 했다. 그는 이후 학업을 재개하는 데에 어려움을 겪었다. 마침내 1767년 수학자 레온하르트 오일러의 도움으로 상트페테르부르크 과학 아카데미(현 러시아 과학 아카데미)에서 해부학 의장직을 맡게 되었다. 그는 상트페테르부르크에서 사망했다.

## 업적

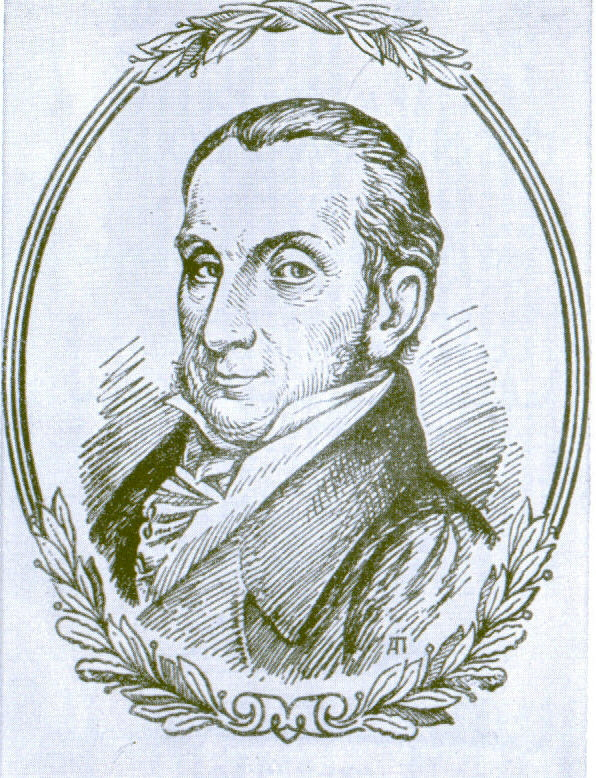
볼프를 그린 것으로 추정되는 초상화이나 확실하지 않다.

볼프의 연구는 발생학, 해부학, 식물학을 망라했다. 그는 닭 배아를 연구하여 콩팥의 전신인 볼프체(Wolffian body)를 발견하였고 이를 학위논문에 기술하였다. 
볼프는 발생이 시작하는 시점에는 아무런 질서도 없다고 전제했기 때문에, 알이 물리적인 힘 이외 요인의 작용에 의해 "기적적"으로 발생한다고 가정해야만 했다. 완전한 무질서에서 고도로 조직화된 상태로 나아가는 것은 "본질력(vis essentialis)"의 작용이라고 그는 생각했다.
볼프는 1768년 창자에 대해 연구한 내용을 정리하여 《창자의 형성에 대하여(De Formatione Intestinorum)》이라는 논문으로 출판하였다. 이 논문에 담긴 연구 내용은 발생학 분야에서 볼프의 최대 업적으로 평가 받는다. 예컨대 카를 에른스트 폰 베어는 볼프의 논문을 "우리가 가진 과학적 관찰의 최고 걸작"이라고 평했으며, 과학 저술가 윌리엄 로시(William A. Locy)는 《발생 이론》의 경우 마르첼로 말피기의 수준에 미치지 못했으나 1768년 논문은 그를 능가하여 하인츠 크리스티안 판더와 카를 폰 베어 이전까지 최고의 발생학 연구였다고 평가했다.
《창자의 형성에 대하여》에는 배엽 개념의 맹아가 담겨 있다. 이 논문에서 볼프는 발생 초기에 배아를 이루는 물질이 나뭇잎처럼 생긴 층 모양으로 배열되어 있음을 밝혔다. 이로써 그는 배엽 이론을 예견하고 그 기초를 닦았는데, 배엽 개념은 이후 판더와 폰 베어가 발전시킨 구조적 발생학의 토대가 되었다. 이런 이유로 로시는 폰 베어 이전 발생학 연구의 선두주자로 볼프를 꼽았다.
볼프는 동물의 기관이 점진적으로 만들어되며, 각각의 형성 단계를 실제로 관찰할 수 있다고 주장했다.

### 볼프의 이름을 딴 용어
볼프관과 볼프섬은 카스파르 볼프의 이름을 따서 명명된 해부학 구조이다.

## 참고문헌
1. William A. Locy, 《Biology and its Makers》, Henry Holt and Company, New York, 1908.
2. Frank J. Dye, 《Dictionary of Developmental Biology and Embryology》, Wiley-Liss, New York, 2002.
3. Speert H., 《Obstetrical and Gynecological Milestones》. The Macmillan C., New Work, 1958.
4. Medical eponyms 보관됨 2012-03-09 - 웨이백 머신